# Єгипет на літніх Олімпійських іграх 1976
Єгипет брав участь у Літніх Олімпійських іграх 1976 року у Мюнхені (ФРН) утринадцяте за свою історію, але не завоював жодної медалі.